# میمون‌ها در فضانوردی

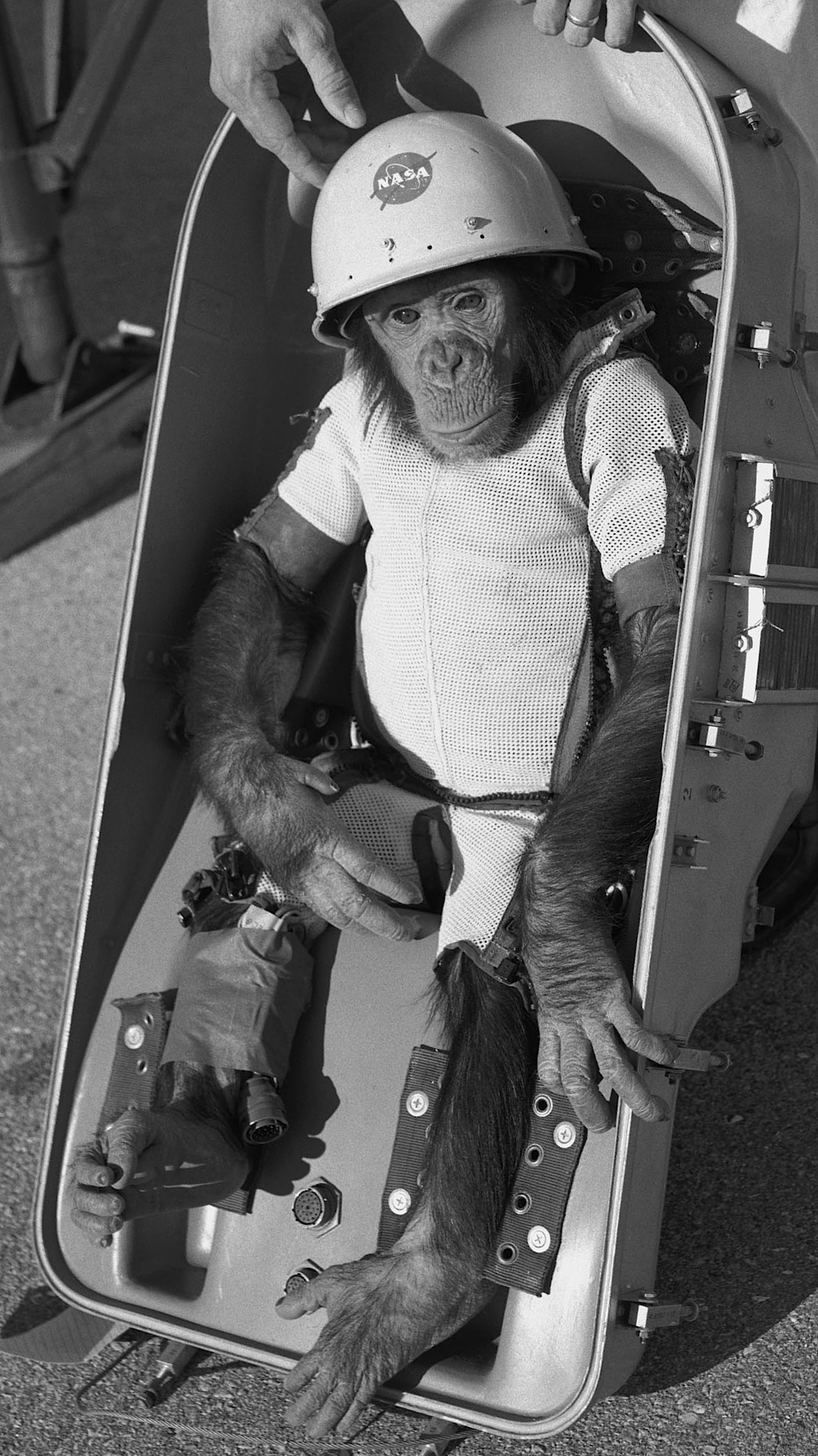
هام، یک شامپانزه، در طی پرواز زیرمداری خود در ۳۱ ژانویه ۱۹۶۱ با مرکوری-ردستون ۲، نخستین میمون بزرگ در فضا بود.

پیش از اینکه انسان‌ها در دهه ۱۹۶۰ به فضا بروند، چندین جانور دیگر ازجمله پستانداران دیگر به فضا پرتاب شدند تا دانشمندان بتوانند اثر زیست‌شناختی پرواز فضایی را بررسی کنند. ایالات متحده پروازهای همراه با مسافران نخستی را عمدتاً بین سال‌های ۱۹۴۸ و ۱۹۶۱ با یک پرواز در سال ۱۹۶۹ و یک پرواز در سال ۱۹۸۵ راه‌اندازی کرد. فرانسه دو پرواز همراه با میمون را در سال ۱۹۶۷ راه‌اندازی کرد. اتحاد جماهیر شوروی و روسیه بین سال‌های ۱۹۸۳ تا ۱۹۹۶ میمون‌ها را به فضا پرتاب کردند. بیشتر پستانداران پیش از بلندشدن بیهوش شدند.
به‌طور کلی، سی‌ودو نخستی غیرانسانی در برنامه فضایی پرواز کردند. هیچ‌کدام بیش از یک بار پرواز نکردند. نخستی‌های پشتیبان متعددی نیز برنامه‌ها را طی کردند اما هرگز پرواز نکردند. میمون‌های غیرانسانی از چندین گونه از جمله میمون رزوس، ماکاک خرچنگ‌خوار، میمون سنجابی، ماکاک دم‌خوکی و شامپانزه استفاده شدند.

## ایران
در ۲۸ ژانویه ۲۰۱۳، خبرگزاری فرانسه و اسکای نیوز گزارش دادند که ایران یک میمون را با موشک " پیشگام " به ارتفاع ۷۲ مایل (۱۱۶ کیلومتر) فرستاده است و "محموله" آن را بازیابی کرد. رسانه‌های ایرانی جزئیاتی دربارهٔ زمان یا مکان پرتاب ارائه نکردند، در حالی که جزئیات گزارش‌شده پرسش‌هایی را دربارهٔ این ادعا ایجاد کرده است. عکس‌های پیش و پس از پرواز به وضوح میمون‌های مختلف را نشان می‌دادند. این سردرگمی به دلیل انتشار یک عکس آرشیوی مربوط به سال ۱۳۹۰ توسط خبرگزاری دانشجویان ایران (ایسنا) بود. به گفته جاناتان مک داول، ستاره‌شناس هاروارد، «آنها فقط آن فیلم را با فیلم پرتاب موفقیت‌آمیز سال ۲۰۱۳ ترکیب کردند.»
در ۱۴ دسامبر ۲۰۱۳، خبرگزاری فرانسه و بی‌بی‌سی گزارش دادند که ایران دوباره یک میمون را به فضا فرستاد و به سلامت آن را بازگرداند. Rhesus macaque Aftab (28 فوریه ۲۰۱۳) و فرگام (۲۰۱۳٫۱۲٫۱۴) هر کدام به‌طور جداگانه به فضا پرتاب شدند و آسوده بازگردانده شدند. پژوهشگران به بررسی اثر سفر فضایی بر فرزندان خود ادامه می‌دهند.